# Nguồn gốc ngôn ngữ
Nguồn gốc ngôn ngữ  và quan hệ của ngôn ngữ đối với tiến hóa của loài người là chủ đề học thuật đã được bàn luận trong nhiều thế kỷ. Mặc dù vậy, ta vẫn chưa đạt được sự thống nhất nào về nguồn gốc hay niên đại của ngôn ngữ loài người. Một vấn đề làm cho chủ đề này khó nghiên cứu là sự thiếu thốn các bằng chứng trực tiếp. Các nhà nghiên cứu nguồn gốc ngôn ngữ chỉ có khả năng nghiên cứu các loại bằng chứng gián tiếp như: hóa thạch, so sánh các ngôn ngữ hiện đại, sự thụ đắc ngôn ngữ và đối chiếu ngôn ngữ loài người với các hệ thống giao tiếp ở động vật (đặc biệt là linh trưởng). Nhiều người cho rằng nguồn gốc ngôn ngữ liên quan trực tiếp đến nguồn gốc hành vi hiện đại ở người, nhưng vẫn chưa có hướng tiếp cận rõ ràng nào được đưa ra để nghiên cứu giả thuyết mối liên hệ đó.
Sự thiếu hụt bằng chứng trực tiếp đã khiến nhiều học giả coi toàn bộ chủ đề này không phù hợp cho một công trình nghiên cứu nghiêm túc. Năm 1866, Hiệp hội ngôn ngữ học Paris cấm mọi cuộc tranh luận về chủ đề này, ảnh hưởng hầu khắp các nước phương Tây cho đến cuối thế kỷ 20. Ngày nay có nhiều giả thuyết về "thế nào, tại sao, khi nào, nơi nào" mà ngôn ngữ con người đã xuất hiện. Tuy vậy, sự đồng thuận cũng hiếm hoi thời nay chẳng kém với 1 thế kỷ trước đây, khi thuyết tiến hóa theo con đường chọn lọc tự nhiên của Charles Darwin gây nên một loạt những suy đoán về chủ đề này. Kể từ đầu những năm 1990, một số nhà ngôn ngữ học, khảo cổ học, tâm lý học, nhân chủng học, v.v đã và đang cố gắng giải quyết "vấn đề khó khăn nhất trong khoa học" này với các phương pháp mới.

## Hướng tiếp cận
Có nhiều hướng tiếp cận giả định nguồn gốc ngôn ngữ, điển hình là những giả định sau đây:
- "Lý thuyết liên tục" (Continuity theories) cho rằng ngôn ngữ thực sự rất đỗi phức tạp, không thể nào xuất hiện từ hư không được. Ngôn ngữ chắc hẳn đã tiến hóa từ hệ thống tiền-ngôn ngữ trước đó của tổ tiên chung người-linh trưởng.
- "Lý thuyết gián đoạn" (Discontinuity theories) cho rằng ngôn ngữ là một đặc điểm chỉ có ở người và khác hẳn các loài "phi người", do đó ngôn ngữ chắc hẳn đã xuất hiện đột ngột trong quá trình tiến hóa của con người.
- Một số lý thuyết cho rằng ngôn ngữ là khả năng bẩm sinh của loài người, tức là ngôn ngữ được mã hóa trong gen.
- Một số lý thuyết cho rằng ngôn ngữ là một hệ thống văn hóa chủ yếu, tức là ngôn ngữ được học thông qua giao tiếp.

## Các giả thuyết

### Các phán đoán ban đầu
Tôi không còn nghi ngờ gì nữa rằng ngôn ngữ bắt nguồn từ sự bắt chước và tinh chỉnh, xúc tiến bởi dấu hiệu và cử chỉ [của con người], của vô số những âm thanh tự nhiên khác nhau, những tiếng kêu của muông thú và tiếng hét bản năng của chính loài người.— Charles Darwin, 1871. The Descent of Man, and Selection in Relation to Sex
Năm 1861, nhà ngôn ngữ học lịch sử Max Müller phân loại các lý thuyết liên quan đến nguồn gốc ngôn ngữ và lập nên danh sách dưới đây:
- Gâu gâu. Giả thuyết gâu gâu hoặc cúc cu cho rằng những lời nói đầu tiên bắt nguồn từ sự nhại theo tiếng kêu của chim, của thú.
- Pooh-pooh. Giả thuyết pooh-pooh cho rằng những từ đầu tiên là kết quả của sự xen lẫn cảm xúc và cảm thán kích hoạt bởi nỗi đau, niềm vui, sự bất ngờ, v.v.
- Binh boong. Müller đề xuất học thuyết binh boong, theo đó cho rằng mọi thứ đều có tần số rung động cộng hưởng riêng và bằng một cách nào đó, chúng đã được con người sao phỏng lại bằng những từ đầu tiên.
- Yo-he-ho. Giả thuyết yo-he-ho cho rằng ngôn ngữ phát sinh từ những tiếng động mà tập thể người tạo ra khi họ cùng lao động nhịp nhàng, tức những nỗ lực nhằm đồng bộ hóa cử động cơ bắp dẫn đến các tiếng động như "hò dô".
- Ta-ta. Giả thuyết này không có trong danh sách của Max Müller, mà được đề xướng bởi Ngài Richard Paget vào năm 1930.[7] Theo giả thuyết ta-ta, con người tạo ra những từ đầu tiên bằng chuyển động lưỡi bắt chước cử chỉ bàn tay.

Hầu hết giới ngôn ngữ học ngày nay coi các giả thuyết bên trên không hẳn sai lầm—chúng thường cho ta cái nhìn tổng quát về nguồn gốc ngôn ngữ—song còn ngây thơ và chưa thích đáng. Vấn đề của những giả thuyết này là chúng rất máy móc. Chúng cho rằng một khi tổ tiên của chúng ta đã vấp phải cơ chế khéo léo thích hợp để liên kết âm thanh với ý nghĩa, ngôn ngữ sẽ tự động phát triển và thay đổi.

### Các vấn đề về độ tin cậy và lừa dối
Dựa theo lý thuyết báo hiệu, trở ngại chính cho sự tiến hóa của giao tiếp bằng ngôn ngữ trong tự nhiên không liên quan gì đến cơ sinh học. Vấn đề ở đây là các biểu tượng—tức mối liên kết võ đoán giữa một âm thanh/ký hiệu đến một ý nghĩa tương ứng—có thể không đáng tin cậy hoặc sai lệch so với thực tế. Darwin, Müller và các nhà lý thuyết tiến hóa thời xưa chưa để ý kỹ đến vấn đề này.
Hầu hết các tín hiệu âm thanh của động vật (gào, hú, gáy, v.v) về cơ bản đều rất đáng tin cậy. Giả dụ khi một con mèo rít, nó đã cho ta biết chính xác trạng thái cảm xúc hiện tại của nó. Chúng ta tin vào tín hiệu đó không phải vì con mèo có tính trung thực, mà vì nó không thể giả mạo âm thanh đó. Ngược lại, giao tiếp của linh trưởng có thể dễ dàng bị thao túng hơn một chút song vẫn đáng tin cậy vì tín hiệu đó rất khó giả mạo. Trí thông minh xã hội của các loài linh trưởng thuộc vào dạng "trí khôn Machiavelli" (đặt theo tên chính trị gia Machiavelli mưu mô và xảo quyệt)—ích kỷ và không bị ràng buộc bởi đạo đức. Khỉ và vượn thường cố tình lừa những thành viên khác trong bầy, và đồng thời luôn đề cao cảnh giác những kẻ có khả năng lừa dối. Nghịch lý thay, các nhà nghiên cứu cho rằng cơ cấu phòng chống lừa dối của linh trưởng là điều ngăn cản chúng phát triển thứ gì đó giống ngôn ngữ loài người. Ngôn ngữ bị sàng lọc khỏi quá trình tiến hóa, vì cách tốt nhất để không bị lừa là loại bỏ tất cả các tín hiệu ngoại trừ những tín hiệu có thể được kiểm chứng ngay lập tức. Lời nói sẽ tự động bị loại ra vì lẽ đó.
Lời nói rất dễ giả mạo. Nếu chúng là lời dối trá, người nghe sẽ thích nghi bằng cách bỏ qua chúng để tìm các chỉ thị hoặc tín hiệu thành thật hơn. Do đó, để ngôn ngữ có thể tiến hóa, người nghe phải tự tin rằng những người mà họ trò chuyện có đức tính trung thực. Một độc đáo của ngôn ngữ là tính "tham chiếu thay thế" (displaced reference), tức là ta có thể dùng ngôn ngữ để nhắc đến các chủ đề nằm ngoài ngữ cảnh hiện tại. Tính chất này ngăn lời nói bị kiểm chứng "ở ngay đây" và "ngay bây giờ". Vì lý do đó, ngôn ngữ đòi hỏi mức độ tin cậy hai phía tương đối cao để có thể phát triển theo thời gian theo mô hình chiến lược ổn định tiến hóa (xem lý thuyết trò chơi tiến hóa). Sự ổn định này phải được kiến thiết từ sự tin tưởng lẫn nhau lâu dài. Vì vậy, các giả thuyết về nguồn gốc ngôn ngữ phải giải thích tại sao con người lại bắt đầu tin vào các tín hiệu rẻ mạt, điều mà các loài động vật khác dường như không thể làm được (xem lý thuyết báo hiệu).

#### Giả thuyết tiếng mẹ đẻ
Giả thuyết "tiếng mẹ đẻ" của nhà ngôn học W. Tecumseh Fitch được đề xuất vào năm 2004 nhằm giải quyết vấn đề nan giải nêu trên. Fitch cho rằng nguyên lý "chọn lọc theo dòng dõi" (kin selection) của Darwin (sự hội tụ lợi ích di truyền giữa những người họ hàng) là một mảnh của câu trả lời. Ông cho rằng các ngôn ngữ ban đầu là 'tiếng mẹ đẻ'. Nếu ngôn ngữ phát triển ban đầu để giao tiếp giữa các bà mẹ và con đẻ của họ (sau đó sẽ mở rộng để bao gồm cả họ hàng thân cận đã trưởng thành) thì lợi ích của người nói lẫn người nghe sẽ có xu hướng trùng khớp. Ông lập luận rằng lợi ích di truyền giống nhau của họ hàng sẽ dẫn đến sự tin tưởng và hợp tác đối với các tín hiệu không đáng tin cậy về mặt bản chất.
Những người phê bình học thuyết này chỉ ra rằng sự chọn lọc dòng dõi không duy nhất ở con người. Vì vậy, dù rằng nếu như giả thiết ban đầu của Fitch được chấp nhận, ta vẫn không thể lý giải nổi sự mở rộng mạng lưới 'tiếng mẹ đẻ' từ họ hàng gần ra họ hàng xa. Tuy nhiên, Fitch cho rằng sự non nớt thể chất của trẻ sơ sinh và sự phát triển hậu sinh của não người kéo dài hơn bất kì loài nào khác, khiến cho mối quan hệ giữa người-trẻ trở nên lệ thuộc qua nhiều thế hệ, khác hẳn so với các loài sinh vật khác.

#### Giả thuyết vị tha đối ứng bắt buộc
Nhà ngôn học Ib Ulbæk viện dẫn một nguyên lý cơ bản khác trong thuyết Darwin, đó là "vị tha đối ứng" (reciprocal altruism), nhằm giải thích mức độ trung thực có chủ ý cao bất thường cần thiết để ngôn ngữ phát triển. Khái niệm "vị tha đối ứng" có thể được hiểu đơn giản là: "nếu bạn gãi lưng cho tôi, tôi sẽ gãi lưng cho bạn". Về mặt ngôn học, điều đó có nghĩa là: "nếu bạn thật thà với tôi, tôi sẽ thật thà với bạn". Ulbæk chỉ ra lý thuyết vị tha thông thường của Darwin, là một mối quan hệ được thiết lập giữa các cá nhân thường xuyên tương tác. Tuy nhiên, để ngôn ngữ chiếm ưu thế trên toàn bộ cộng đồng, sự tương hỗ cần thiết sẽ phải bắt buộc trên toàn tập thể thay vì dựa trên lựa chọn cá nhân. Ulbæk kết luận rằng để ngôn ngữ có thể tiến hóa, toàn bộ xã hội phải tuân theo đạo đức.
Các nhà phê bình chỉ trích rằng học thuyết này không giải thích được khi nào, bằng cách nào, tại sao hoặc bởi ai 'lý thuyết vị tha đối ứng bắt buộc' có thể được thi hành. Nhiều đề xuất đã được đưa ra để khắc phục khiếm khuyết này. Một chỉ trích nữa là ngôn ngữ không hoạt động trên cơ sở lòng vị tha đối ứng. Con người trong các nhóm đàm thoại có xu hướng cởi mở thông tin với tất cả mọi người chứ không riêng gì đối với người nghe có khả năng đáp lễ bằng thông tin có giá trị. Họ dường như muốn phổ biến cho cả thế gian biết ta đây có những gì, tuồn ra thông tin mà không mong đợi bất kỳ một sự đáp lễ nào từ người nghe.

#### Giả thuyết chuyện phiếm và chải chuốt
Theo Robin Dunbar trong cuốn Chải chuốt, chuyện phiếm và sự tiến hóa của ngôn ngữ, chuyện phiếm ở loài người đóng vai trò tương tự như tập tính chải chuốt lông ở các loài linh trưởng, đều có chức năng củng cố mối quan hệ xã hội giữa các thành viên và duy trì liên minh của một bầy/cộng đồng dựa trên nguyên tắc vị tha đã đề cập bên trên. Dunbar lập luận rằng khi các nhóm xã hội của con người ngày càng lớn, nhiệm vụ chải chuốt lông cho tất cả bạn bè và người thân trở nên tốn thời gian đến mức bất khả thi. Để khắc phục điều này, con người đã phát triển 'một hình thức chải chuốt giá rẻ cực kỳ hiệu quả' — đó chính là chải chuốt âm thanh. Giờ đây, con người chỉ cần 'chải chuốt' nhiều đồng minh cùng một lúc bằng âm thanh chi phí thấp mà vẫn còn hai tay để làm các nhiệm vụ khác. Âm thanh chải chuốt sau đó dần dần tiến hóa thành ngôn ngữ thanh nhạc, trong đó 'chuyện phiếm' chính là dạng sơ khai. Giả thuyết của Dunbar sẽ giải thích được tại sao cấu trúc của ngôn ngữ lại thích nghi với chức năng tường thuật nói chung như hiện giờ.
Nhiều chuyên gia chỉ trích lý thuyết này dựa trên tiền đề lời nói rẻ mạt, cho rằng hiệu quả của việc 'chải chuốt âm thanh' không mang tín hiệu thành thật như là tập tính chải chuốt thủ công tốn kém và phí thời gian. Một chỉ trích nữa là giả thuyết này không thể giải thích sự chuyển đổi từ âm thanh chải chuốt (những âm thanh dễ chịu nhưng vô nghĩa) sang tiếng nói có cú pháp (những âm thanh truyền tải các ý nghĩa phức tạp).

#### Đồng tiến hóa nghi thức/lời nói
Giả thuyết đồng tiến hóa nghi thức/lời nói được đề xuất lần đầu tiên bởi nhà nhân chủng học xã hội Roy Rappaport, rồi được đào sâu thêm bởi các nhà nhân chủng học như Chris Knight, Jerome Lewis, Nick Enfield, Camilla Power và Ian Watts. Nhà khoa học nhận thức và kỹ sư robot Luc Steels và nhà nhân chủng sinh học/thần kinh học Terrence Deacon là hai nhân vật nổi bật khác ủng hộ thuyết này.
Trường phái này cho rằng không tồn tại thứ gọi là 'lý thuyết về nguồn gốc ngôn ngữ'. Họ giải thích rằng ngôn ngữ không phải là một sự thích ứng riêng biệt, mà là một khía cạnh nằm trong một phạm trù lớn hơn nhiều, cụ thể là văn hóa biểu tượng nói chung của con người. Theo họ, những nỗ lực nhằm giải thích ngôn ngữ một cách độc lập đã thất bại ngoạn mục bởi vì các nhà ngôn học đang giải quyết một vấn đề không có lời giải. Thử hỏi, một sử gia có thể giải thích nguồn gốc của thẻ tín dụng một cách độc lập với hệ thống rộng lớn hơn mà nó là một phần không? Sử dụng thẻ tín dụng chỉ có ý nghĩa nếu bạn có tài khoản ngân hàng được một tổ chức nào đó công nhận và chính tổ chức này cũng lại nằm trong một loại xã hội tư bản tiên tiến nhất định, nơi mà công nghệ truyền thông điện tử và máy tính kỹ thuật số đã được phát minh nhằm phát hiện và ngăn chặn gian lận. Tương tự như vậy, ngôn ngữ sẽ không hoạt động bên ngoài các cơ chế và thể chế xã hội cụ thể. Chẳng hạn, nó sẽ không hoạt động đối với một con vượn không giao tiếp với cá thể khác trong tự nhiên. Ngay cả một con vượn thông minh nhất cũng không thể tự sáng chế ra ngôn ngữ để nó hoạt động trong điều kiện như vậy.
Những người ủng hộ giả thuyết này cũng cho rằng từ ngữ rất rẻ mạt. Nếu một con vượn đặc biệt thông minh, hoặc thậm chí là một nhóm vượn người phi thường, cố gắng sử dụng từ ngữ trong tự nhiên, thì kết quả là chúng vẫn sẽ không có niềm tin. Những tiếng động mang sự thuyết phục, những tiếng mà chúng thực sự sử dụng, không giống như lời nói, ở chỗ chúng biểu cảm về mặt cảm xúc, bản chất có ý nghĩa và đáng tin cậy vì chúng tương đối tốn kém và khó giả tạo.
Ngôn ngữ bao gồm các tương phản rời rạc mà có chi phí về cơ bản là bằng không. Là những quy ước xã hội thuần túy, những tín hiệu thuộc loại này không thể phát triển trong một thế giới xã hội Darwin, chúng bất khả thi về mặt lý thuyết. Bản chất không đáng tin cậy, ngôn ngữ chỉ hoạt động nếu bạn có thể tạo dựng được danh tiếng về sự đáng tin trong một loại xã hội nhất định, đó là nơi mà các sự kiện văn hóa tượng trưng (đôi khi được gọi là 'sự thật tổ chức') có thể được thiết lập và duy trì thông qua chứng thực xã hội tập thể. Trong bất kỳ xã hội săn bắn-hái lượm nào, cơ chế cơ bản để thiết lập niềm tin vào các sự kiện văn hóa tượng trưng là nghi thức tập thể. Do đó, nhiệm vụ mà các nhà nghiên cứu phải đối mặt với nguồn gốc của ngôn ngữ là một chủ đề liên ngành. Nó liên quan đến việc giải quyết sự xuất hiện tiến hóa của văn hóa biểu tượng con người nói chung, với ngôn ngữ là một thành phần quan trọng.
Những người chỉ trích lý thuyết này bao gồm Noam Chomsky, gọi nó là thuyết 'không tồn tại' (phủ nhận sự tồn tại của ngôn ngữ như một đối tượng nghiên cứu của khoa học tự nhiên). Lý thuyết riêng của Chomsky là ngôn ngữ xuất hiện ngay lập tức và ở dạng hoàn hảo, khiến các nhà phê bình của ông lần lượt vặn lại rằng chỉ có thứ gì đó không tồn tại, một cấu trúc lý thuyết hoặc giả tưởng khoa học thuận tiện mới có thể xuất hiện theo cách kỳ diệu như vậy. Cuộc tranh luận này vẫn chưa có một lời giải quyết chính đáng.

### Tính vững bền của văn hóa công cụ và ngữ pháp của Homo sớm
Mặc dù có thể bắt chước việc tạo ra các công cụ như những công cụ do Homo đầu tiên tạo ra trong các trường hợp thao diễn, nghiên cứu về văn hóa công cụ linh trưởng cho thấy văn hóa thiếu ngôn ngữ dễ bị tổn thương trước sự thay đổi của môi trường. Cụ thể, nếu môi trường mà một kỹ năng có thể được sử dụng biến mất trong một khoảng thời gian dài hơn tuổi thọ của một con vượn hoặc người, thì kỹ năng đó sẽ bị thất truyền nếu văn hóa đó bắt chước và không bằng lời nói. Tinh tinh, khỉ maca và khỉ capuchin đều bị mất kỹ thuật công cụ trong những trường hợp như vậy. Do đó, các nhà nghiên cứu về tính bền vững của văn hóa linh trưởng cho rằng kể từ khi loài Homo đầu tiên trở đi như Homo habilis vẫn giữ được văn hóa công cụ của họ mặc dù có nhiều chu kỳ biến đổi khí hậu trong khoảng thời gian từ hàng thế kỷ đến hàng thiên niên kỷ, các loài này đã phát triển đủ khả năng ngôn ngữ để mô tả các quy trình hoàn chỉnh và do đó có xuất hiện ngữ pháp mà không chỉ hai từ "ngôn ngữ nguyên thủy".

### Lý thuyết nhân văn
Trường phái chủ nghĩa nhân văn coi ngôn ngữ là một phát minh của con người. Nhà triết học thời Phục hưng Antoine Arnauld đã ghi chép lại ý tưởng của ông về nguồn gốc ngôn ngữ trong cuốn Ngữ pháp Port-Royal. Theo Arnauld, nhân loại có bản tính xã hội và có lý tính, chính điều này đã thúc đẩy họ sáng tạo ra ngôn ngữ như một công cụ để truyền đạt ý tưởng cho nhau. Sự kiến thiết ngôn ngữ ấy diễn ra theo tiến trình chậm chạp và dần dần. Trong các lý thuyết về sau, đặc biệt là trong ngành ngôn ngữ học chức năng, người ta coi nhu cầu giao tiếp quan trọng hơn nhu cầu tâm lý.
Tuy nhiên, sự tiến hóa của ngôn ngữ không được coi trọng trong các nghiên cứu ngôn ngữ học. Nhà ngôn ngữ học cấu trúc Ferdinand de Saussure từ bỏ ngành ngôn ngữ học tiến hóa sau khi ông đi đến kết luận rằng: dù các công trình ngôn ngữ học lịch sử cuối thế kỷ XIX có hoàn thiện đi chăng nữa, chúng vẫn sẽ không thể nào cho ta cái nhìn sâu sắc hơn về sự tiến hóa của ngôn ngữ. Saussure tỏ ý hoài nghi về phương pháp phục dựng tới tận uyên nguyên của ngôn ngữ, như được vận dụng bởi August Schleicher và trường phái ngôn ngữ học Darwin.
Ngành nghiên cứu ngôn ngữ học tiến hóa cũng vấp phải nhiều chỉ trích. Hiệp hội ngôn ngữ học Paris từng cấm thảo luận về chủ đề này vào năm 1866 vì bấy giờ còn thiếu thốn bằng chứng khoa học. Cùng vào thời điểm đó, Max Müller chế giễu các học thuyết hiện hành giải thích nguồn gốc ngôn ngữ. Theo ông thì các giả thuyết bấy giờ có thể được phân loại thành: "giả thuyết gâu gâu", cho rằng ngôn ngữ phát sinh từ sự bắt chước âm thanh tự nhiên; "giả thuyết pooh-pooh", cho rằng lời nói bắt nguồn từ tiếng hét và tiếng kêu tự phát của con người; "giả thuyết hò dô", cho rằng ngôn ngữ phát sinh từ tiếng càu nhàu và thở hổn hển cất lên khi con người gắng sức lúc lao động; và "giả thuyết hát hò", cho rằng lời nói phát sinh từ lời tụng trong các nghi lễ nguyên thủy.
Giải pháp của Saussure cho nan đề về sự tiến hóa ngôn ngữ là phải phân chia ngôn ngữ học lý thuyết thành hai ngành. Thứ nhất, ngôn ngữ học tiến hóa và ngôn ngữ học lịch sử nên được gộp thành ngành ngôn ngữ học lịch đại chuyên nghiên cứu về sự biến đổi ngôn ngữ, song vẫn chỉ có khả năng giải thích hạn chế bởi lẽ ta không thể nào có đủ bằng chứng để phục dựng hoàn hảo một ngôn ngữ. Thứ hai, các lĩnh vực còn lại nên được gộp thành ngành ngôn ngữ học đồng đại chỉ tập trung nghiên cứu một ngôn ngữ đương đại hoặc một giai đoạn cụ thể của một ngôn ngữ lịch sử nhất định.
Chủ nghĩa cấu trúc, lần đầu tiên được áp dụng vào xã hội học nhờ công lao của Émile Durkheim, cũng chính là một loại lý thuyết tiến hóa nhân văn giải thích rằng sự đa dạng hóa được quy định sự phức tạp ngày càng tăng. Sau khi Saussure qua đời, giới ngôn ngữ học ngả trọng tâm của họ sang trường phái ngôn ngữ học chức năng. Các nhà cấu trúc luận theo chủ nghĩa chức năng, bao gồm trường phái Prague và nhà ngôn ngữ học André Martinet, giải thích sự tăng trưởng và sự bảo tồn các cấu trúc được quy định bởi chức năng của chúng. Ví dụ, sự ra đời của công nghệ mới khiến con người phải phát minh ra vốn từ mới; song những từ này có thể đánh mất chức năng, bị quên lãng, hoặc bị thay thế bởi vốn từ mới sau khi công nghệ trở nên lỗi thời.

### Giả thuyết bước đơn của Chomsky
Theo thuyết đột biến bước đơn của nhà ngôn học Noam Chomsky, sự xuất hiện ngôn ngữ cũng giống như sự hình thành một tinh thể; trong đó, vô hạn rời rạc có thể coi là tinh thể hạt nằm trong bộ não linh trưởng siêu bão hòa, sắp sửa nở rộ trong tâm trí loài người theo quy luật vật lý một khi tiến hóa bổ sung thêm một viên đá nhỏ nhưng rất quan trọng vào cấu trúc. Thuyết này cho rằng ngôn ngữ xuất hiện khá đột ngột trong lịch sử tiến hóa của loài người. Chomsky cùng nhà ngôn ngữ học tính toán/khoa học máy tính Robert C. Berwick viết rằng mô hình này hoàn toàn tương thích với sinh học hiện đại. Họ bình luận rằng "không một giả thuyết nào gần đây về sự tiến hóa ngôn ngữ hoàn toàn nắm bắt được sự chuyển đổi từ thuyết Darwin thông thường sang phiên bản ngẫu nhiên hiện đại của nó—cụ thể là, không chỉ có những hiệu ứng ngẫu nhiên do lấy mẫu như trôi dạt vô hướng, mà còn do sự thay đổi ngẫu nhiên có hướng về thể lực, di cư và khả năng di truyền—thật vậy, tất cả các "lực" ảnh hưởng đến tần suất gen hoặc cá thể.... Tất cả những điều này có thể ảnh hưởng đến kết quả tiến hóa—kết quả mà chúng ta có thể thấy được nhưng chưa được đề cập đến trong những cuốn sách gần đây về sự phát triển của ngôn ngữ, vậy mà sẽ phát sinh ngay lập tức nếu có bất kỳ sự đổi mới di truyền hoặc cá thể mới, chính là loại kịch bản có thể xảy ra khi nói về sự xuất hiện của ngôn ngữ."
Trích dẫn nhà di truyền học tiến hóa Svante Pääbo, họ đồng tình rằng một sự chuyển biến đáng kể đã phải xảy ra để tách rẽ Homo sapiens với người Neanderthal nhằm "thúc đẩy sự bành trướng không ngừng của loài người ta, giống người chưa bao giờ vượt đại dương, hướng lên và ra khỏi châu Phi rồi toàn bộ hành tinh chỉ trong vài chục nghìn năm. ... Thứ mà chúng ta không nhận thấy là chẳng có sự dần dần nào trong công nghệ hoặc cải tiến công cụ mới như lửa, hầm trú ẩn hoặc nghệ thuật tượng hình." Do đó, Berwick và Chomsky cho rằng ngôn ngữ đã xuất hiện cách đây khoảng 200.000 - 60.000 năm (tương ứng với sự xuất hiện của người hiện đại về mặt giải phẫu đầu tiên ở miền nam châu Phi, tức 200.000 năm trước và cuộc di cư cuối cùng từ châu Phi, tức 60.000 năm trước). "Vậy thì ta có khoảng 130.000 năm, hoặc tầm 5.000–6.000 thế hệ thời gian mà sự tiến hóa có thể đã xảy ra. Điều này không xảy ra 'một sớm một chiều' như một số người đã suy luận (không chính xác) - nhưng cũng không quá dài ở quy mô liên đại địa chất. Khoảng thời gian đó tương đương — khung thời gian mà Nilsson và Pelger (1994) ước tính là cần thiết cho sự tiến hóa đầy đủ cơ quan mắt ở động vật có xương sống từ một tế bào duy nhất, ngay cả khi không kể đến hiệu ứng 'evo-devo'."

### Giả thuyết Romulus và Remus
Giả thuyết Romulus và Remus của nhà thần kinh học Andrey Vyshedskiy được đề xuất nhằm giải thích câu hỏi: "tại sao các cơ quan sinh học chính yếu để tạo tiếng nói (speech apparatus) xuất hiện trước những dấu hiệu sớm nhất về trí tưởng tượng của con người hiện đại tận 500.000 năm?". Thuyết của Andrey Vyshedskiy cho rằng có hai giai đoạn dẫn đến ngôn ngữ đệ quy hiện đại:
Giai đoạn đầu tiên là sự phát triển chậm dần của ngôn ngữ phi đệ quy (non-recursive language) với vốn từ vựng lớn và cơ quan sinh học tạo tiếng nói hiện đại bao gồm sự tiến hóa của xương móng, các cơ hoành dễ kiểm soát hơn, sự tiến hóa của gen FOXP2 và nhiều thay đổi khác vào khoảng 600.000 năm trước. Giai đoạn thứ hai và tiếp nối đó là bước đơn của Chomsky nhanh chóng đã đề cập bên trên, bao gồm 3 sự kiện riêng biệt xảy ra liên tiếp vào khoảng 70.000 năm trước và tạo điều kiện cho sự chuyển giao từ ngôn ngữ phi đệ quy sang ngôn ngữ đệ quy ở vượn người sơ khai:
1. Một đột biến gen làm chậm giai đoạn Tổng hợp trước trán (PFS, viết tắt của Prefrontal Synthesis) quan trọng của ít nhất hai đứa trẻ sống cùng nhau;
2. Điều này cho phép những đứa trẻ tạo ra các yếu tố đệ quy của ngôn ngữ, ví dụ như là giới từ chỉ không gian;
3. Sau đó, hiện tượng này sẽ hợp nhất với ngôn ngữ phi đệ quy của cha mẹ chúng để tạo ra ngôn ngữ đệ quy.[50]

Trẻ em có vỏ não trước trán (PFC, viết tắt của Prefrontal Cortex) hiện đại để cho phép phát triển của PFS là không đủ, trẻ cũng phải được kích thích về mặt tinh thần và sở hữu các yếu tố đệ quy trong ngôn ngữ của chúng để có được PFS. Vì cha mẹ của chúng chưa phát minh ra các yếu tố này, nên trẻ em sẽ phải tự làm điều đó, đây là chuyện thường xảy ra ở trẻ nhỏ sống cùng nhau trong một quá trình gọi là cryptophasia (ngôn ngữ phát triển bởi hai trẻ sinh đôi). Điều này có nghĩa là việc phát triển PFC bị trì hoãn sẽ cho phép có thêm thời gian để có được PFS và phát triển các yếu tố đệ quy.
Tất nhiên, sự phát triển PFC bị trì hoãn sẽ đi kèm với những nhược điểm, chẳng hạn như thời gian phụ thuộc vào cha mẹ sẽ lâu hơn khiến tỷ lệ chết trẻ cao hơn. Để ngôn ngữ hiện đại xuất hiện, sự trì hoãn PFC phải có một lợi ích sinh tồn to lớn trong cuộc sống sau này, chẳng hạn như khả năng PFS. Điều này cho thấy rằng đột biến gây ra sự chậm trễ PFC và sự phát triển của ngôn ngữ đệ quy và PFS xảy ra đồng thời, điều này cho thấy bằng chứng về sự tắc nghẽn di truyền khoảng 70.000 năm trước. Đây có thể là kết quả của một vài cá nhân đã phát triển PFS và ngôn ngữ đệ quy mang lại cho họ lợi thế cạnh tranh đáng kể so với tất cả những cá thể khác vào thời điểm đó.

### Giả thuyết cử chỉ
Giả thuyết cử chỉ cho rằng ngôn ngữ của con người phát triển từ những cử chỉ hành động dùng trong giao tiếp sơ khai.
Hai loại bằng chứng ủng hộ giả thuyết này:
1. Ngôn ngữ cử chỉ và ngôn ngữ giọng nói sử dụng chung một hệ thống thần kinh. Các vùng vỏ não chịu trách nhiệm điều khiển cử động miệng và tay trùng khớp với nhau.
2. Các loài linh trưởng có thể sử dụng cử chỉ hoặc biểu tượng để giao tiếp sơ khai, và một số cử chỉ của chúng giống với con người, đơn cử như "tư thế cầu xin" (cử động chìa hai bàn tay ra để tỏ ý xin xỏ).[53][54]

Nghiên cứu đã tìm thấy nhiều bằng chứng thuyết phục cho khẳng định ngôn ngữ lời nói và ngôn ngữ ký hiệu phụ thuộc cùng một hệ thống thần kinh. Những bệnh nhân sử dụng ngôn ngữ ký hiệu khi bị tổn thương bán cầu não trái bị rối loạn ngôn ngữ y hệt như bệnh nhân sử dụng ngôn ngữ nói có tổn thuơng tương tự. Các nhà nghiên cứu phát hiện rằng các vùng bán cầu não trái trong quá trình sử dụng ngôn ngữ ký hiệu phát ra tín hiệu y hệt như quá trình sử dụng ngôn ngữ giọng nói hoặc ngôn ngữ viết.

### Giả thuyết từ-đâu-đến-cái-gì

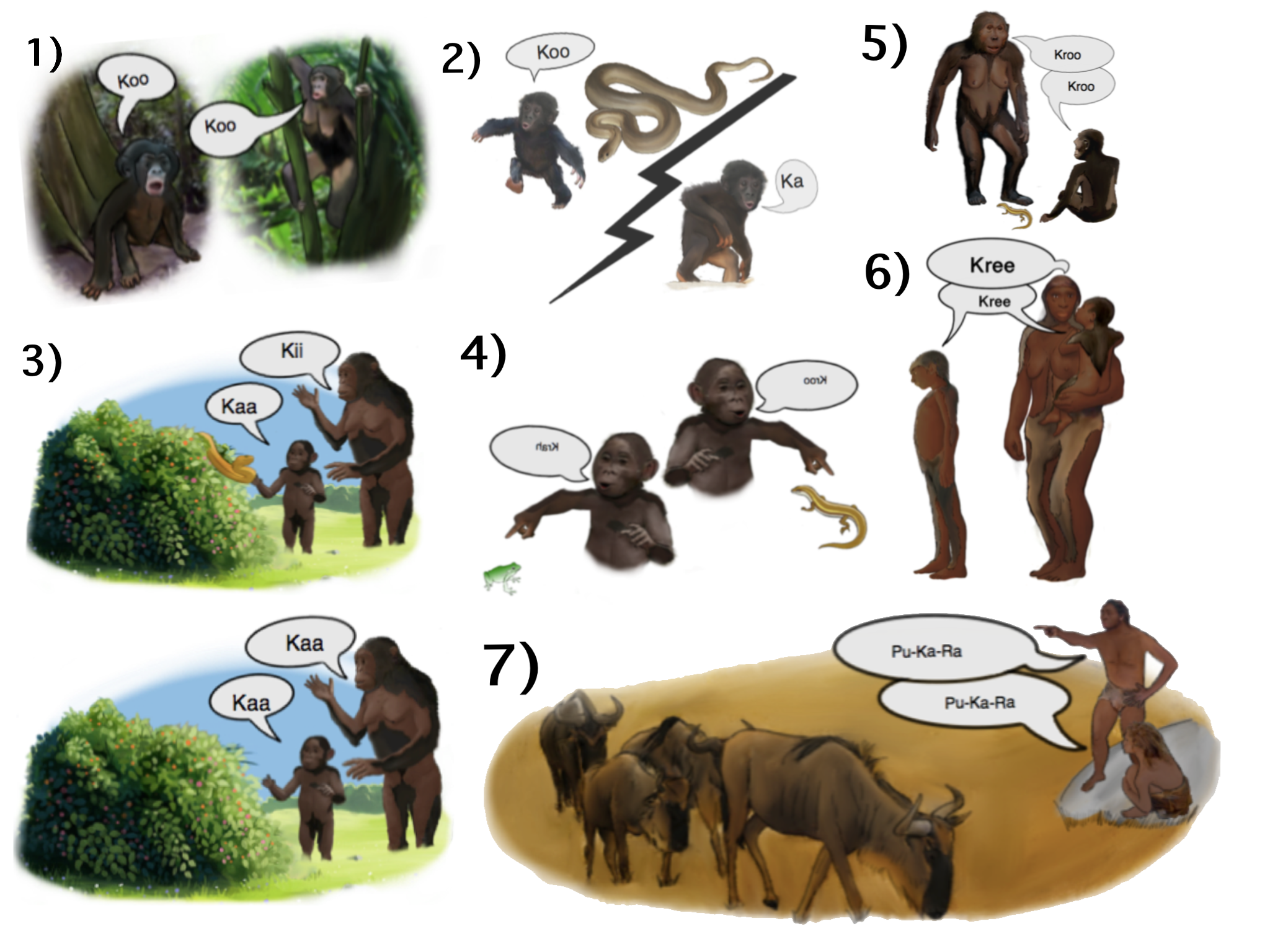
Minh họa mô hình 'từ-đâu-đến-cái-gì' về sự tiến hóa ngôn ngữ.

Giả thuyết "Từ-đâu-đến-cái-gì" là một mô hình tiến hóa ngôn ngữ dựa trên lý thuyết phân chia quá trình xử lý ngôn ngữ trong não bộ thành hai cấu trúc chính: luồng thính giác lưng (auditory dorsal stream) và luồng thính giác bụng (auditory ventral stream). Mô hình này cho rằng sự tiến hóa ngôn ngữ trải qua 7 giai đoạn (xem minh họa): Tiếng nói phát sinh để mẹ và con có thể tìm lại nhau nếu lỡ bị lạc (hình minh họa 1). Tiếng nói có thể thay đổi ngữ điệu để thể hiện mức độ cấp bách cao hoặc thấp (hình minh họa 2). Tiếng nói theo hai mức độ đó đã tạo ra cuộc hỏi-đáp đầu tiên. Theo đó, đứa trẻ sẽ phát ra tiếng kêu cứu cấp bách thấp nhằm thể hiện mong muốn được tương tác với vật thể nào đó, và người mẹ sẽ đáp lại bằng một tiếng kêu thấp (thể hiện sự chấp thuận tương tác) hoặc cao (thể hiện sự khước từ tương tác) (hình minh họa 3). Dần dần, việc sử dụng và kiểm soát thành thạo hơn ngữ điệu và giọng nói đã phát sinh các âm vị được ánh xạ tới các đối tượng riêng biệt (hình minh họa 4). Lúc đầu, trẻ học các âm vị này từ cha mẹ bằng cách bắt chước chuyển động môi (hình minh họa 5). Rốt cuộc, trẻ sẽ khắc ghi tất cả các âm vị vào bộ nhớ dài hạn của chúng. Sở dĩ bởi vậy, khả năng bắt chước thông qua đọc môi chỉ giới hạn ở trẻ nhỏ còn trẻ lớn học các âm vị mới thông qua sự bắt chước không cần đọc môi (hình minh họa 6). Một khi đã nắm được cách tạo ra chuỗi âm vị, chúng hoàn toàn đủ khả năng tạo ra các từ ngữ đa âm tiết, kích thích cho vốn từ vựng của chúng ngày một tăng trưởng (hình minh họa 7). Việc sử dụng từ vựng, bao gồm các chuỗi âm tiết, cung cấp hạ tầng cho giao tiếp bằng các chuỗi từ (tức là câu).
Tên gọi của giả thuyết này bắt nguồn từ hai luồng thính giác được tìm thấy trong não người và não các loài linh trưởng khác. Luồng thính giác bụng chịu trách nhiệm nhận dạng âm thanh, nên còn có biệt danh là luồng thính giác cái gì. Ở linh trưởng, luồng thính giác lưng chịu trách nhiệm định vị âm thanh, nên còn có biệt danh là luồng thính giác từ đâu. Duy nhất ở con người (bên bán cầu não trái), nó còn đảm nhiệm nhiều chức năng khác liên quan đến việc sử dụng và thu nhận ngôn ngữ, chẳng hạn như lặp lại và sản xuất lời nói, tích hợp âm vị với chuyển động môi, nhận thức và sản xuất ngữ điệu, lưu trữ âm vị trong trí nhớ dài hạn (lưu trữ dài hạn âm tố) và lưu trữ âm vị trong trí nhớ làm việc (lưu trữ tạm thời âm tố). Một số nghiên cứu cũng chỉ ra vai trò của nó trong việc nhận dạng người khác bằng giọng nói. Sự phát sinh các chức năng này trong các luồng thính giác thể hiện một giai đoạn trung gian trong sự tiến hóa ngôn ngữ.
Nguồn gốc tiếng nói liên lạc trong ngôn ngữ của con người tương quan với các nghiên cứu trên động vật. Giống như ngôn ngữ của con người, sự phân biệt tiếng nói liên lạc ở khỉ được xếp bên cạnh bán cầu trái.  Những con chuột bị loại bỏ các gen liên quan đến ngôn ngữ (như FOXP2 và SRPX2) khiến những con non không có khả năng phát ra tiếng gọi tìm mẹ nếu bị chia tách. Giả thuyết này có khả năng giải thích các hiện tượng độc đáo ở con người, chẳng hạn như: sử dụng ngữ điệu khi ta dùng mệnh lệnh hoặc nghi vấn; xu hướng trẻ sơ sinh bắt chước cách phát âm trong những năm đầu đời (và sự biến mất của nó sau này); và đôi môi hở ra ngoài ở con người, không xuất hiện ở bất kì loài vượn khác. Giả thuyết này có thể được coi là một phiên bản nâng cấp của giả thuyết ''đặt em bé xuống'' về tiến hóa ngôn ngữ.